# 凱文·柯德斯

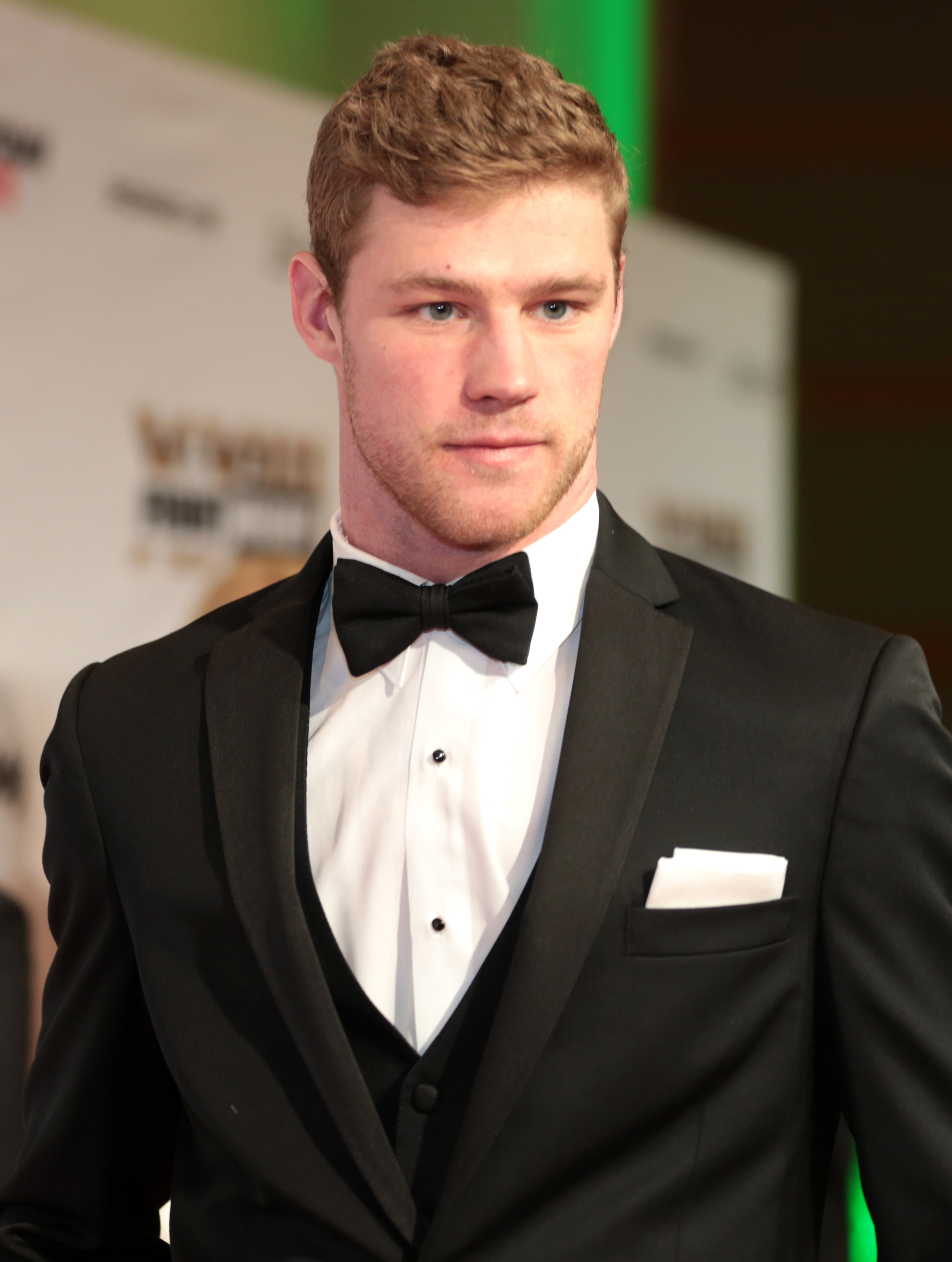

凱文·柯德斯（英語：Kevin Cordes，1993年8月13日—），美國游泳運動員，擅長蛙泳。他代表美國參加了2013年世界游泳錦標賽。他也曾在2016年里約奧運聯同隊友為美國隊獲得男子4×100米混合泳接力冠軍。